# Aphanistes manitobae
Aphanistes manitobae là một loài tò vò trong họ Ichneumonidae.